# Ramlieh
Ramlieh ou Ramliye (arabe : رملية) est un village libanais situé dans le caza d'Aley au Mont-Liban.
Les villages limitrophes de Ramlieh sont : El Mecherfeh et El Gaboun. Le village est situé à 34 km de la capitale du Liban, Beyrouth. Il s'étend aussi sur une superficie de 356 hectares. Il possède une école de 71 élèves et 3 entreprises de plus de 5 salariés.